# Oreonectes guananensis
Oreonectes guananensis és una espècie de peix de la família dels balitòrids i de l'ordre dels cipriniformes.

## Morfologia
- Cos amb escates.
- Cap comprimit, amb presència d'ulls i un solc longitudinal a la superfície del llavi inferior.
- Aleta dorsal amb 7 radis ramificats, anal amb 5, pectoral amb 10-11, pelviana amb 7-8 i caudal amb 13-17.
- L'origen de l'aleta dorsal és oposat o posterior a la línia vertical de l'origen de l'aleta pelviana.
- Peduncle caudal sense quilles adiposes.
- Aleta caudal amb les vores arrodonides.
- Línia lateral incompleta, amb 7-13 porus i amb una franja de color marró fosc.[3][5]

## Hàbitat i distribució geogràfica
És un peix d'aigua dolça, cavernícola, demersal i de clima tropical, el qual viu a Guangxi (la Xina).

## Observacions
És inofensiu per als humans.